# Nymphidium undimargo
Nymphidium undimargo är en fjärilsart som beskrevs av Adalbert Seitz 1917. Nymphidium undimargo ingår i släktet Nymphidium och familjen Riodinidae. Inga underarter finns listade i Catalogue of Life.